# Agustí Brugués Puig
Agustí Brugués Puig (Barcelona, 1944) és un expilotari i actualment dirigent esportiu català.
Destacat jugador de frontennis i ferramenta del CN Barcelona va assolir dotze títols en els Campionats de Catalunya de primera categoria de paleta de cuir i deu de pala curta, va ser campió d'Espanya per clubs de les dues especialitats i també campió estatal de frontennis. En aquesta darrera especialitat, va ser subcampió del món l'any 1970 al Mundial de Sant Sebastià. Es retirà el 1982 i va accedir a la presidència de la Federació Catalana de Pilota el mes de març de 1985 i posteriorment va ser reelegit en nombroses ocasions amb una gran part del mateix equip directiu, com per exemples el vicepresident Josep Maria Mirapeix. Durant la seva presidència, la federació ha organitzat nombroses competicions d'àmbit internacional i la Gala Estatal de Pilota l'any 1999 coincidint amb el setanta-cinc aniversari de la fundació de la federació. També és vocal de la Federació Espanyola des de 1992. La seva tasca al capdavant de la Federació Catalana ha estat reconeguda i així, el 2008, va rebre el premi a la millor gestió federativa que s'atorga en el marc de la Festa de l'Esport Català, el 2009 va ser elegit millor president per l'Associació Catalana de Dirigents Esportius i el 2014 va rebre el premi al Seny esportiu a la Festa de l'Esport Català.